# Папирнати живот : Роми сакупљачи отпада у Београду
Папирнати живот : Роми сакупљачи отпада у Београду је студија о животу Рома у Београду чији су аутори Мејлинг Симпсон-Хеберт (енгл. Mayling Simpson-Hebert), Александра Митровић, Градимир Зајић и Милош Петровић, објављена 2006. године у издању "Откровења" и "Друштва за унапређивање ромских насеља". Књига Папирнати живот садржи и приштампан део: Laćhardipe šartengo e đuvdimasko e kidutnenge čhudimatengo чији је превод на ромски урадио Алија Краснићи.

## О ауторима
- Мејлинг Симпсон-Хеберт је антрополог који се бави медицинским и проблемима човекове средине. На Универзитету Северне Каролине у Чапел Хилу, САД, стекла је докторат науке.[2]
- Александра Митровић је социолог из Београда. Звање магистра науке из области урбане социологије стекла је на Висконсион Универзитету, САД.[2]
- Градимир Зајић је социолог, специјализирао своја интересовања на социјалне проблеме и сиромаштво.[2]
- Милош Петровић је архитекта. Једанје од истраживача и аутора студије о ромским насељима у Београду из 2002. године.[2]

## О књизи
Студија групе аутора Папирнати живот говори о стварном животу људи са дна у Београду, језиком чињеница. Заједно са својом децом ти људи имају један једини избор а то је да користе смеће као извор свог опстанка. Износећи причу о њима аутори су изнели причу и о нама и нашем свету. Приказан је живот Рома који живе у кућама од картона, који живе у смећу и од смећа. Деца одрастају окружена домаћим смећем своје заједнице и економским снећем које су сакупили њихови родитељи, браћа и сестре.
Рајко Ђурић, председник Уније Рома Србије, у уводном делу књиге истиче важност објављивања ове студије, јер је ово прво истраживање и први корак у успостављању и развијању дијалога између сакупљача отпада и званичника града.
Књига је заснована на подацима добијеним у разговорима у фокусним групама с одраслим Ромима и децом из девет насеља широм Београда и на интервјуима са градским званичницима.
Аутори се у књизи на задржавају само на дескрипцији постојећег стања, већ се хватају у коштац са постојећим и будућим проблемима сакупљача отпада у Београду, износећи сопствена виђења њиховог решавања. 